# Kanton Bacqueville-en-Caux
Kanton Bacqueville-en-Caux (fr. Canton de Bacqueville-en-Caux) je francouzský kanton v departementu Seine-Maritime v regionu Horní Normandie. Skládá se z 25 obcí.

## Obce kantonu
- Auppegard
- Auzouville-sur-Saâne
- Avremesnil
- Bacqueville-en-Caux
- Biville-la-Rivière
- Brachy
- Gonnetot
- Greuville
- Gruchet-Saint-Siméon
- Gueures
- Hermanville
- Lamberville
- Lammerville
- Lestanville
- Luneray
- Omonville
- Rainfreville
- Royville
- Saâne-Saint-Just
- Saint-Mards
- Saint-Ouen-le-Mauger
- Sassetot-le-Malgardé
- Thil-Manneville
- Tocqueville-en-Caux
- Vénestanville